# Brokollapset på Helsingørmotorvejen den 27. september 2014
Brokollapset på Helsingørmotorvejen den 27. september 2014 var et kollaps af en bro, der var under opførsel henover Helsingørmotorvejen i Gammel Holte. Den nye bro var en del af en generel udvidelse af motorvejen, der skulle være færdig i 2016. Der var ingen tilskadekommende ved ulykken selvom flere håndværkere arbejdede på og omkring broen, og der kørte trafik på vejen under, mens arbejdet forestod. Man måtte fjerne hele konstruktionen, for at gøre plads til en ny bro, som vil blive opført med samme metode, og stå færdig i 2015. Et broprojekt ved Holeby på Lolland blev sat på pause indtil årsagen til kollapset blev klarlagt.

## Baggrund
Broen skulle bære Egebækvej i det sydlige Gammel Holte over Helsingørmotorvejen. Den var ved at bliver opført som led i en udvidelse af motorvejen fra fire til seks spor. Årsagen var den stigende trafik på motorvejen mod København i morgentimerne. I 2003 satte Folketinget gang i en VVM-redegørelse, og i 2009 blev udvidelsen endeligt vedtaget. Ifølge Vejdirektoratet benyttede omkring 80.000 bilister den sydgående strækning hver dag i 2009. I alt fem broer skulle udskiftes og der lagdes ny asfalt på hele strækningen. Udvidelsen skal stå færdig i 2016.
En konsortium bestående af entreprenørvirksomheden Barslund A/S og CG Jensen A/S fik hovedentreprisen, hvilket blev offentliggjort i februar 2013.
Før støbningen gik i gang, måtte stilladset forstærkes flere gange inden arbejdet blev påbegyndt. Efter en ulykke i 2006 i Nørresundby, hvor én person døde, havde man strammet reglerne for stilladser ved opførsel af broer for at forbedre sikkerheden og forebygge ulykker.
Broen skulle være 72 meter lang, og have to vejbaner, to cykelstier og en ridesti.

## Forløb
Under støbningen lørdag d. 27. september 2014 kl 21:37 styrtede broen sammen, mens man var i gang med at støbe den. Man havde fyldt omkring 800 af de i alt 1.200 kubikmeter beton i støbeformen, men en del af forskalningen kollapsede og forårsagede sammenstyrtningen. Der var 26 arbejdere til stede ved kollapset, men ingen kom til skade ved ulykken. Seks af håndværkerne måtte dog klynge sig fast til armeringsjern, for at undgå at falde ned på vejen under broen, da konstruktionen gav efter.
Helsingørmotorvejen var lukket i tre dage og åbnede først igen om eftermiddagen d. 1. oktober. Vejdirektoratet informerede om alternative ruter for syd- og nordgående trafik mens motorvejen var lukket via deres hjemmeside. Google Maps og navigationsfirmaet TomTom var dog ofte hurtigere til at opdatere med igangværende trængsel og køer, da de har adgang til GPS-data, hvilket Vejdirektoratet endnu ikke havde på dette tidspunkt.
Mens motorvejen var lukket benyttede en cyklist muligheden for at cykle på stykket mellem Nærum og Gl. Holte.
En ekspert i beton fra DTU, professor Christos T. Georgakis, udtalte at kollapset ikke burde kunne ske, men at støbningen er den mest kritiske fase i byggeriet. Han mente at det var en fejl i forskalningen, der var årsag til sammenstyret.

## Efterspil
Eksperter fra Force Technology, Niras og Grontmij blev sat til at klarlægge den præcise årsag til sammenstyrtningen. Transportministeren Magnus Heunicke bad om en uvildig undersøgelse af ulykken. Broen blev 3D-scannet inden man begyndte at fjerne resterne, for hjælpe med at fastslå fejlen. 17 timer efter kollapset rykkede de første maskiner ind, for at fjerne de nedstyrtede dele.
Selvom hele broen ikke var faldet sammen, blev man nødt til at rive hele konstruktionen ned og starte forfra, hvilket blev anslået at koste mindst 20 mio. DKK.
Som følge af kollapset blev opførslen af en bro ved Holeby på Lolland udsat indtil undersøgelserne af ulykken var klarlagt. Vejdirektoratet skærpede også tilsynet med alle nye broer. Vejdirektoratet luftede ideen om at to broer ved Holstebro og Køge Bugt Motorvejen kunne blive bygget som elementer i stedet for at støbe dem in situ, da dette både er hurtigere og mindre risikofyldt.
På trods af ulykken er der ikke planer om at støbe en ny bro med andre metoder, og yderligere to broer på over Helsingørmotorvejen skal ligeledes støbes, mens der kører trafik under.
En ekstern underentreprenør fik efterfølgende opgaven med et genopføre den kollapsede bro, samt to yderligere broer. Vejdirektoratet anslog at en ny bro ville stå klar i slutningen af sommeren 2014.
I et statusnotat fra januar 2015, stod at der var "fundet statiske forhold ved spærkonstruktionen, der kan være medvirkende årsager til det delvise kollaps".
Ekspertrapporten, der blev offentliggjort i juli 2015, konkluderede at der manglede omkring 9 meters længdeafstivning ved midten af broen. Det blev også konkluderet at de implicerede parter alle antog, at de andre tog sig af afstivningen, og at der ikke var nogen, som havde regnet på stabiliteten under støbningen. Ansvaret blev lagt på den stilladsansvarlige, der var hyret af CG Jensen.